# Grinzing
Grinzing je dolnorakouská obec, od roku 1892 z větší části připojená k Döblingu, 19. okresu rakouského hlavního města Vídně, menší část byla připojena k Weidlingu.

## Geografie
Grinzing leží na severozápadním okraji Vídně, zaujímá území o rozloze 613,52 hektaru mezi zalesněnými hřebeny Vídeňského lesa. Na hranicích s Dolním Rakouskem se zde nachází i nejvyšší hora Vídně Hermannskogel (vysoká 548 metrů) s věží. Kromě toho jsou zde známé vrchy Reisenberg, Latisberg, Vogelsangberg, Hungerberg, Pfaffenberg a Peter-Paul-Berg. Protékají jimi potoky jako Schreiberbach či Nesselbach, v západní části Grinzingu pramení potok Arbesbach. Další charakteristikou Grinzingu jsou vinice, zejména na Reisenbergu a Hungerbergu. Díky nim patří mezi nejatraktivnější části města, s drobnými vinárnami a vinnými sklípky, kde se po vinobraní podává Heuriger.

## Historie
Ves založil v 11. století jistý Grinzo. K roku 1114 se poprvé připomíná písemně. Zdejší kostel byl nejdříve pod patronátem minoritů z Vídně a dále až do 19. století kláštera augustiniánů v Klosterneuburgu. V letech 1529-1583 ves trpěla opakovanými nájezdy Turků. Roku 1713 ji zasáhla morová epidemie. Roku 1814 byl postaven pivovar a roku 1892 ves připojena k Vídni.

## Obyvatelstvo
Během druhé třetiny 19. století počet obyvatel a domů vzrostl pětinásobně: V roce 1795 zde bylo 83 domů, v roce 1822 99 domů a do roku 1835 nepřibyla žádná novostavba. V roce 1831 mělo město 99 domů s 835 obyvateli ale do roku 1890 se jejich počet zvýšil na 1421 ve 209 domech. Většina se věnovala pěstování vinné révy nebo dojížděla za prací do Vídně. 

## Památky

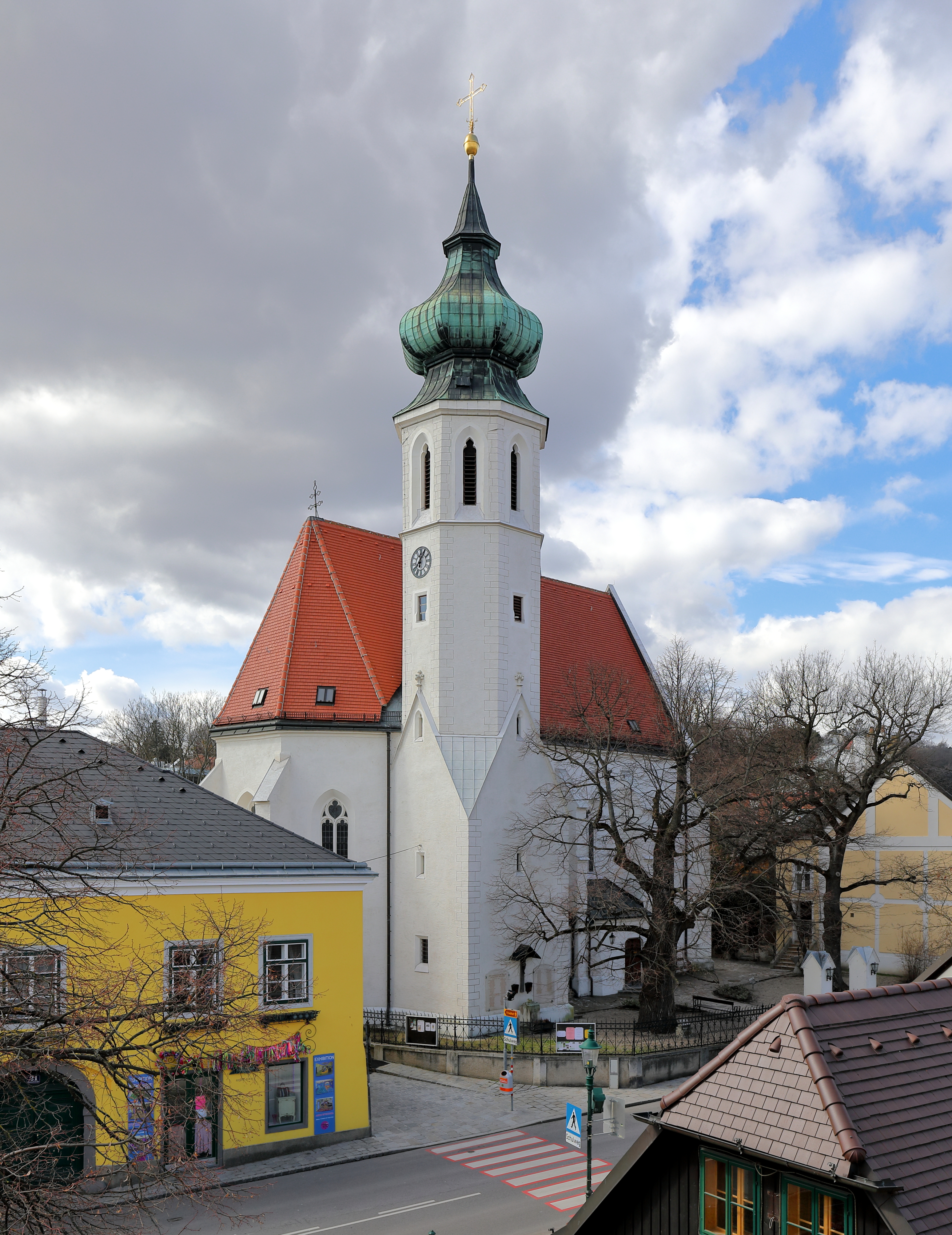
Farní kostel Sv. Kříže

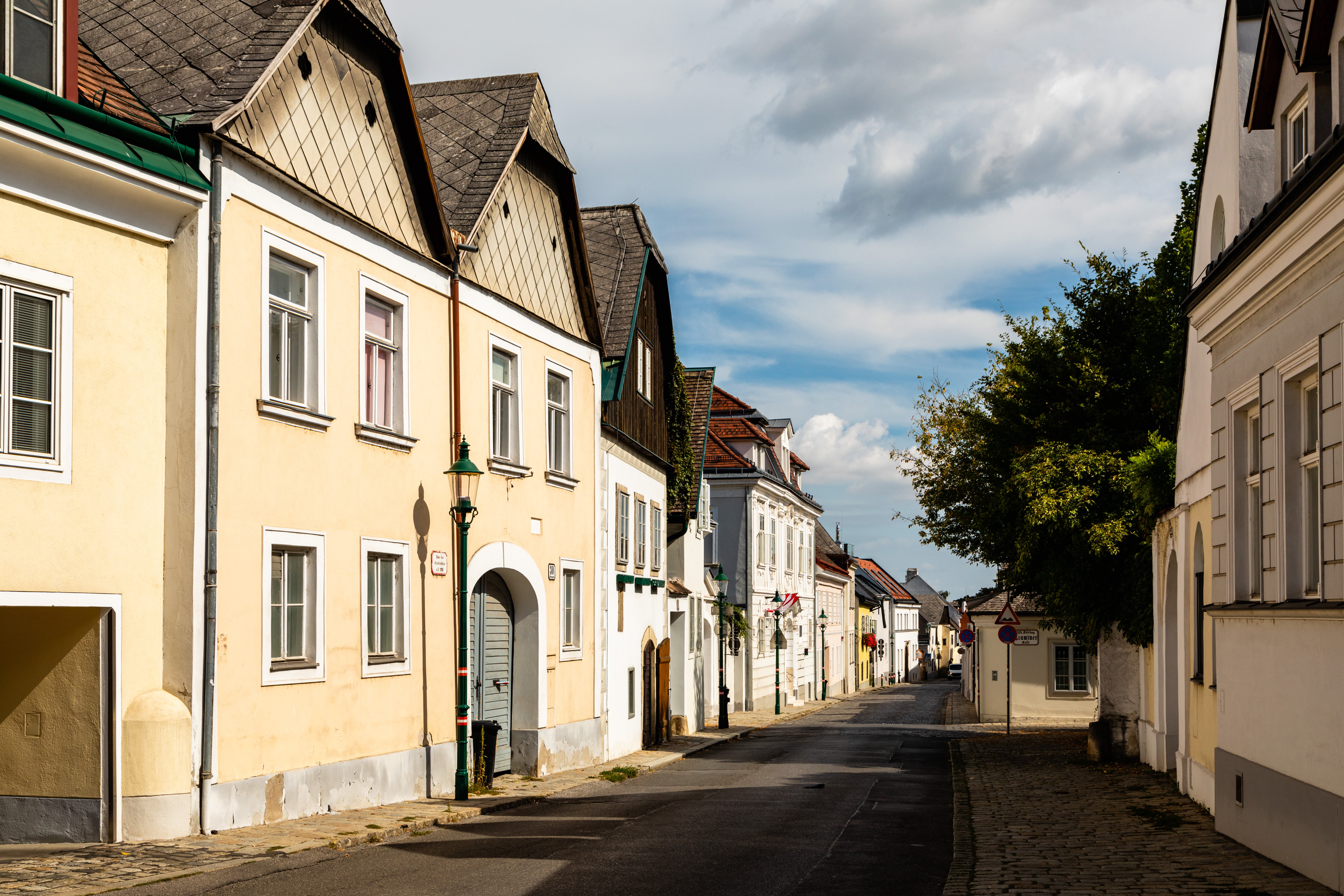
Typická ulice Grinzingu

- Farní kostel sv. Kříže – gotickou stavbu založilo 12 rodin vinařů v letech 1417-1426, dochoval se pětiboký závěr i křížové klenby, šestibokou věž kryje barokní báň, vnitřní zařízení zničili Turci při obléhání Vídně a dva požáry, vybavení a sklomalby pocházejí z roku 1881, na varhany zde hrával Ludwig van Beethoven i Franz Schubert.
- Kaasgrabenkirche – novobarokní poutní kostel Panny Marie Bolestné, dominanta obce na vrchu Spitzenberg; je přístupný dvouramenným schodištěm, na jeho vnitřní stranách je reliéfní Křížová cesta, uprostřed vchod do krypty; podle legendy byl chrám založen po obléhání Vídně Turky, kdy se jistá matka s dítětem na útěku ukryla do bezového keře, modlila k Panně Marii. Za záchranu na tom místě dala postavit kapličku Panny Marie v podobě sloupku Božích muk, jež byla v 19. století nahrazena současným kostelem.
- Hřbitov s novogotickou kaplí:

Jsou zde pochováni například: hudební skladatel Gustav Mahler, jeho žena Alma Mahlerová, spisovatel Thomas Bernhard, architekti Ferdinand Fellner a 
Heinrich Ferstel, zpěvák a konferenciér Peter Alexander, malíři Leopold Kupelwieser, Franz von Habermann nebo Carl Moll.